# The Vintage Virgin
The Vintage Virgin es el segundo álbum de estudio de Sebastian Karlsson

## Lista de canciones
1. Troubled Skies - 3:44
2. When the Night comes Falling - 3:14
3. Charlie Calm Down - 3:18
4. I Can Feel You - 3:46
5. Lead Me There - 3:29
6. Words and Violence - 3:40
7. Falling in Love With you Again - 4:05
8. Kiss Kiss Kiss - 3:29
9. Bear With Me - 3:40
10. Trigger - 3:44
11. Drink this Bottle of Wine - 4:24

- Datos: Q507648